# Шиллингер, Иосиф Моисеевич
Иосиф Моисеевич Шилингер, также Джозеф Шиллингер (англ. Joseph Schillinger; 31 августа 1895, Харьков — 23 марта 1943, Нью-Йорк) — советский и американский композитор, музыкальный педагог и музыковед, прежде всего известный своей системой музыкальной композиции Шиллингера.

## Биография
В 1917 году окончил Санкт-Петербургскую консерваторию по классам композиции, фортепиано и дирижирования, теоретические классы Василия Калафати и Иосифа Витоля. Преподавал композицию в Харькове с 1918 года, в 1919—1922 годах руководил Украинским симфоническим оркестром там же, преобразованном им в Эстрадно-симфонический оркестр Украины, прообраз первого в мире симфо-джаза.
В 1927 году к 10-летию Октябрьской революции Шиллингер написал симфоническую рапсодию «Октябрь» на темы революционных песен.
В 1922—1928 годах — консультант Народного комиссариата образования в Петрограде, затем в Ленинграде. Преподавал в Государственном институте истории искусств и в Центральном музыкальном техникуме. В 1928 году, будучи сопредседателем с Б. В. Асафьевым по линии Ассоциации международной музыки, направился на стажировку в США, где в Нью-Йорке жила его тетка по отцу Надежда Шиллингер. В это же время в качестве советского резидента в Америку выехал изобретатель и музыкант Л. С. Термен, находившийся в дружеских отношениях с Шиллингером с консерваторской скамьи. Там они дали ряд вызвавших широкий резонанс концертов для терменвокса, первого в мире бесконтактного музыкального синтезатора на основе электромагнитных излучений, изобретенного Терменом; среди прочего Шиллингер написал Первую аэрофоническую сюиту для терменвокса с оркестром, впервые исполненную Терменом в 1929 году вместе с Кливлендским оркестром. В США Шиллингер подготавливает почву для эмиграции и в 1929 году окончательно покидает СССР, забрав с собой партитуры музыкальных произведений и личный архив.
Шиллингер был известен также как поэт, математик, художник, скульптор, фотограф, первый в России пропагандист джаза, а также один из лидеров АСМ (Ассоциации современной музыки).
Шиллингер был одним из заметных композиторов раннего советского периода, был другом Дмитрия Шостаковича. Эмигрировав в США, Шиллингер почти полностью перестал сочинять музыку, переключившись на занятия музыкальной теорией и педагогикой. Он был учителем Джорджа Гершвина и Гленна Миллера, Оскара Леванта а также (по некоторым данным) Бенни Гудмена, Томми Дорси и др. В 1930-х преподавал в Новой школе социальных исследований и в Учебном колледже Колумбийского университета. Сотрудничал со студией Уолта Диснея.
Теория Шиллингера, опубликованная посмертно, составляет два огромных тома (1640 страниц) «Системы музыкальной композиции Шиллингера» (1946), а также «Математические основы искусств» (1948). Концепция моделей (или фигур) стала основополагающей в его теории. Эти модели в приложении к длительностям, высотам и другим параметрам и создавали ритмические мотивы, мелодику и т. д.

## Цитаты
«Все музыкальные процессы — это только особые случаи общей схемы создания моделей». (Иосиф Шиллингер)